# Holiday Heist - Mamma, ho visto un fantasma
Holiday Heist - Mamma, ho visto un fantasma (Home Alone: The Holiday Heist, conosciuto anche come Home Alone 5) è un film per la televisione del 2012 diretto da Peter Hewitt, quinto capitolo della saga di Home Alone iniziata con Mamma, ho perso l'aereo. È stato trasmesso per la prima volta il 25 novembre 2012 sul canale ABC Family. In Italia è andato in onda il 3 dicembre 2014 su Sky Cinema.

## Trama
La famiglia Baxter si trasferisce dalla California al Maine per trascorrere il periodo natalizio. Finn Baxter e sua sorella maggiore Alexis sono due tecnofili che si isolano dai loro genitori Curtis e Catherine trascorrendo le giornate rispettivamente giocando a "Robo Fanteria 3" e utilizzando il cellulare.
Incoraggiato da suo padre a socializzare, Finn fa amicizia con la sua vicina di casa Mason, che lo informa circa la leggenda di un gangster il cui fantasma infesta la nuova casa dei Baxter, facendo diventare Finn paranoico.
Mentre la famiglia lascia la loro casa per andare a fare shopping alla vigilia di Natale, un gruppo di ladri guidati da Sinclair, Jessica e il loro nuovo scassinatore Hughes si introducono in casa per realizzare il loro piano di rubare un vecchio e a lungo perduto dipinto di Edvard Munch del valore di 85 milioni di dollari, ignorando che la casa è ora occupata. Essi individuano il quadro dentro una cassaforte nascosta dietro una libreria nel seminterrato, ma il ritorno della famiglia li costringe a fuggire. Di notte, Curtis e Catherine partono per una festa di Natale tenuta dal nuovo capo di Catherine, il signor Carson. Finn e Alexis restano soli in casa; tuttavia, il controller di Finn è confiscato dai suoi genitori e non gli è permesso giocare ai videogiochi e Alexis può utilizzare solo il suo telefono cellulare per chiamate di emergenza.
Quella sera, dopo che i ladri avevano visto l'invito alla festa in precedenza, pensano di poter agire indisturbati in quanto la casa doveva essere vuota. Sinclair confida a Jessica e Hughes che il dipinto che cercano è "La Vedova", un ritratto della sua bisnonna rubato decenni fa alla sua famiglia. Nel frattempo, Finn trova un controller di riserva e comincia a giocare con i videogiochi. Alla ricerca di nuove batterie per il suo controller, ne lascia cadere accidentalmente una che rotola giù in cantina. Finn chiede ad Alexis di accompagnarlo nel seminterrato per recuperare la batteria e trovano la cassaforte aperta e una stanza segreta dietro, che ospita il dipinto che Sinclair sta cercando. Spaventato dal ritratto, Finn fugge e Alexis innesca accidentalmente una trappola e lei resta bloccata nella stanza.
Come la tempesta di neve in corso peggiora, Curtis e Catherine sono costretti a trattenersi alla festa di Natale, preoccupandosi per i figli lasciati soli in casa. Con Alexis bloccata dietro la cassaforte, Finn va a fare acquisti in un negozio di ferramenta, ma avendo pochi soldi compra solo una stringa. Dopo, imbattendosi accidentalmente in Sinclair, sente discutere il trio riguardo al furto in casa sua. Tornato a casa, Finn racconta ad un giovane studente di college e suo amico di videogiochi in linea, Simon, della situazione. Finn posiziona numerose trappole in casa, e i ladri le innescano una per una. Ben presto, Curtis e Catherine sono in grado di tornare a casa. Utilizzando il profilo di Finn e dati della carta di credito dei suoi genitori, Simon risale a loro mettendoli in guardia del pericolo per i loro figli, ma la polizia pensa che sia stato Simon a rapirli.
Sinclair, Jessica, e Hughes catturano Finn e lo rinchiudono nel loro furgone. Mason, tuttavia, salva Finn lanciando palle di neve a Jessica. Sinclair e Hughes entrano nella cassaforte, trovando sia il quadro che Alexis, che minaccia di distruggerlo. Finn fugge e libera Alexis, innescando una trappola che blocca il duo nel seminterrato. Con Jessica rinchiusa all'interno di un pupazzo di neve, la polizia riesce ad arrestare i ladri. La famiglia riceve quattro pass museali e 30 000 dollari come ricompensa per la cattura dei criminali e per il recupero del dipinto di Edvard Munch. Come scuse, i genitori di Finn regalano a Simon un biglietto aereo per tornare a casa e passare il Natale con la sua famiglia.
Il giorno di Natale, Finn riceve come regalo uno snowboard e un pacchetto di espansione per "Robo Fanteria 3". Inoltre, Alexis ottiene un tablet e Finn e suo padre ottengono una guida per il campeggio. Finn decide di prendersi una pausa dai videogiochi e andare a fare snowboard con la sua amica Mason. I criminali, invece, verranno condotti alla stazione di polizia per le foto segnaletiche.

## Produzione
Lo sviluppo del film iniziò nel marzo 2012 come una co-produzione tra ABC Family e Fox TV Studios. Le due case di produzione avevano precedentemente co-prodotto Mamma, ho allagato la casa nel 2002. Il film è stato girato a Winnipeg, Manitoba.

## Sequel
Nel 2021 è uscito, direttamente su Disney+, Home Sweet Home Alone - Mamma, ho perso l'aereo.